# Méthode de l'imputation rationnelle
La méthode de l'imputation rationnelle est une méthode de comptabilité analytique qui inclut les charges fixes dans un coût selon la proportion : production effective sur production normale.

## Enjeux de la méthode de l'imputation rationnelle
La méthode de l'imputation rationnelle est une étape de l'analyse des charges communes et de leur affectation aux différents coûts ; les coûts des centres d'analyse sont alloués aux coûts des produits en proportion des unités d'œuvre des centres consacrées à ces produits.

## Caractéristiques de la méthode de l'imputation rationnelle
L'imputation rationnelle inclut les charges fixes dans un coût selon la proportion : production effective sur production normale (quantité incorporable). Ainsi, pour la détermination du coût d'acquisition ou de production des stocks, on impute au coût la totalité des charges fixes quand il y a utilisation complète de la capacité de production, et, lorsque cette capacité n'est que partielle, la charge de la partie inemployée est alors imputée à l'exercice, sous forme d'écart sur activité.